# Gerichtsbezirk Taxenbach
Der Gerichtsbezirk Taxenbach war ein dem Bezirksgericht Taxenbach unterstehender Gerichtsbezirk im Bundesland Salzburg. Der Gerichtsbezirk umfasste den südwestlichen Teil des Bezirks Zell am See und wurde 2003 den Gerichtsbezirken Saalfelden bzw. Zell am See angeschlossen.

## Geschichte
Der Gerichtsbezirk Taxenbach wurde gemeinsam mit 22 anderen Gerichtsbezirken in Salzburg durch einen Erlass des k.k. Oberlandesgerichtes Linz am 4. Juli 1850 geschaffen und umfasste ursprünglich die 13 Steuergemeinden Bucheben, Embach, Eschenau, Rauris, Reith, St. Georgen, Seidwinkl, Sonnberg, Taxenbach, Unterland, Vorstandrevier, Wörtherberg und Wolfbachthal.
Der Gerichtsbezirk bildete im Zuge der Trennung der politischen von der judikativen Verwaltung
ab 1868 gemeinsam mit den Gerichtsbezirken Lofer, Mittersill, Saalfelden und Zell am See den Bezirk Zell am See.
Durch Gemeindezusammenlegungen reduzierte sich die Zahl der Gemeinden bis in die zweite Hälfte des 20. Jahrhunderts auf die vier Gemeinden Dienten am Hochkönig, Lend, Rauris und Taxenbach.
Die Gemeinde St. Georgen mit dem Ortsteil Reit war bereits am 1. Jänner 1939 mit der im Gerichtsbezirk Zell am See liegenden Gemeinde Bruck an der Großglocknerstraße vereinigt worden und dadurch aus dem Gerichtsbezirk Taxenbach ausgeschieden.
Durch die 2002 beschlossene „Bezirksgerichte-Verordnung Salzburg“ wurde der Gerichtsbezirk Taxenbach aufgelöst und per 1. Jänner 2003 auf die Gerichtsbezirke Saalfelden und Zell am See aufgeteilt.
Dienten am Hochkönig wurde dabei dem Gerichtsbezirk Saalfelden zugewiesen; Lend, Rauris und Taxenbach dem Gerichtsbezirk Zell am See.

## Gerichtssprengel
Der Gerichtsbezirk Taxenbach umfasste vor der Auflösung die vier Gemeinden Dienten am Hochkönig, Lend, Rauris und Taxenbach.